# Kučevo
Kučevo (in serbo Кучево?) è una città e una municipalità del distretto di Braničevo nel nord-est della Serbia centrale.

## Municipalità
La municipalità di Kučevo comprende la città di Kučevo e i seguenti villaggi:
| - Blagojev Kamen - Brodica - Bukovska - Ceremošnja - Cerovica - Duboka - Gložane - Kaona - Kučajna - Lješnica | - Mala Bresnica - Mišljenovac - Mustapić - Neresnica - Popovac - Rabrovo - Radenka - Rakova Bara - Ravnište - Sena | - Ševica - Srpce - Turija - Velika Bresnica - Voluja - Vuković - Zelenik |  |

## Galleria d'immagini

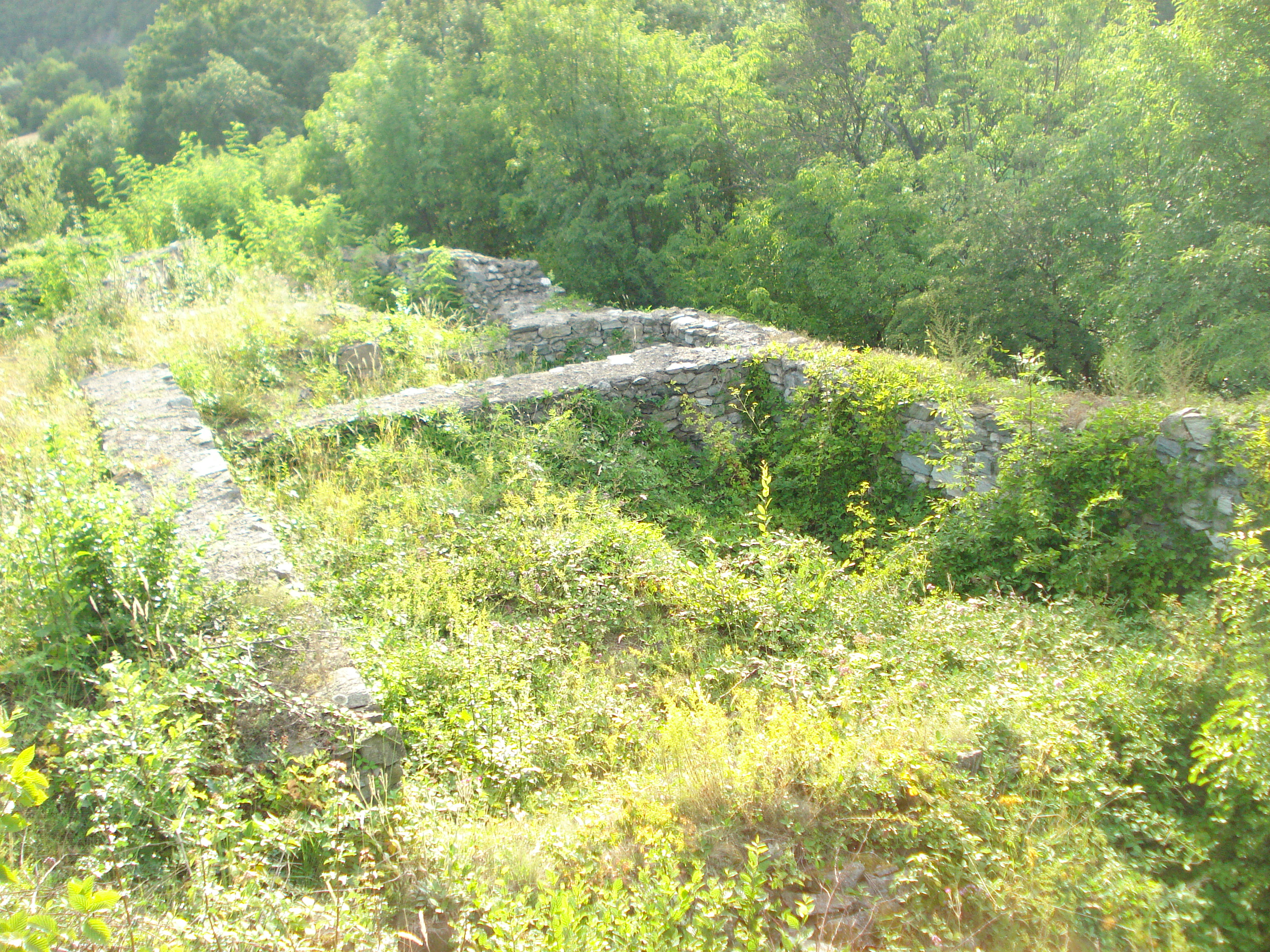
Sito archeologico di Kraku Lu Jordan